# 乌尔丁根-米尔霍芬
乌尔丁根-米尔霍芬是德国巴登-符腾堡州的一个市镇。总面积15.66平方公里，总人口7924人，其中男性3874人，女性4050人（2011年12月31日），人口密度506人/平方公里。